# Viktor Šonc (uradnik)
Viktor Šonc, uradnik, član organizacije TIGR, * 18. april 1902, Tomaj, † 22. oktober 1943, Novo mesto.

## Življenje in delo
Končal je ljudsko šolo v rojstnem kraju in dveletno kmetijsko šolo v Mariboru. Zaposlen je bil na upravi Malega lista v Trstu ter hkrati njegov dopisnik. V Tomaju je imel fotografski atelje ter imel pisarno zastopnika tovarne aparatov za posnemanje mleka in zavarovalnice Cattolica. Bil je uspešen organizator ilegalne protifašistične organizacije TIGR. Z njim so sodelovali Ferdo Bidovec, Fran Marušič in Zvonimir Miloš. Hodil je do njih, zlasti k Bidovcu, po ilegalni material v Trst pa tudi sami so mu ga prinašali v Tomaj, kje so pri njem imeli tudi sestanke. Bidovec mu je izročil tudi predvolilne letake, katere so tigrovci trosili po kraških vaseh pred volitvami 24. marca 1929. Zaradi letakov s protifašistično vsebino je bila udeležba Slovencev na volitvah zelo skromna. Šonc in Franc Bole sta ponoči pred volitvami v Dutovljah snela italijansko zastavo, jo pomazala z blatom in odvrgla v odtočni kanal. Zažgala sta tudi otroški vrtec v Tomaju, ki pa ni popolnoma pogorel. Tajna celica  katere član je bil Šonc je v Sežani pripravljala atentat na fašističnega politika in generala Graziolija. Šonc je pred aretacijo ušel v Kraljevino Jugoslavijo, kjer se je legitimiral s skupinsko fotografijo, na kateri je bil fotografiran skupaj z bazoviškimi junaki. V Jugoslaviji se je poročil in imel številno družino.